# Deferribacterota
Deferribacterota o Deferribacteres es un pequeño filo de bacterias con una sola familia, Deferribacteraceae. Son bacilos acuáticos, móviles y anaerobios. Tienen metabolismo variado pero por lo general reducen el hierro III. El género más conocido es Deferribacter, cuyas especies son termófilas, con más de 60 °C de temperatura óptima que habitan en aguas termales terrestres o marinas.